# 第277国民擲弾兵師団
第277国民擲弾兵師団（277. Volks-Grenadier-Division）は、ドイツ陸軍の歩兵師団である。

## 編成
第277国民擲弾兵師団は、1944年9月4日、ハンガリーで編成されていた第574国民擲弾兵師団の名称を変更し編成された。兵員は、第277歩兵師団の残存部隊を基幹とし、アーヘン近郊のシュトルベルクで動員され、そこからハンガリーに移送された。
編成は1944年10月10日までに終了するはずだったが、兵員の多くは訓練を受けておらず、海軍と空軍の兵員で構成された交代部隊の到着が遅れたため、編成は滞った。

## 戦闘
1944年10月29日、師団は輸送列車でアイフェルに移動し、ロースハイム北部のジークフリート線に展開していた第347歩兵師団と交代した。
アルデンヌ攻勢の開始前、師団はフッペンブロイヒとウーデンブレート間の約40km正面地域の占領が必要となり、1944年12月16日に始まったアルデンヌ攻勢時の任務は、ホレラートとウーデンブレート間の主戦線を突破し、ロッヘラートとクリンケルト（Krinkelt）の村を占領し、ヴェルヴィエへ進撃することだった。
第12SS装甲師団の支援により、師団は12月20日までに2つの村の占領に成功したが、大きな損害を被り、それ以上の作戦行動は不可能となった。
12月21日、第3装甲擲弾兵師団の部隊がエルゼンボルンとホーエマルク（Hohe Mark）の占領に向かい、米軍の砲兵部隊により押し戻されたが、第277国民擲弾兵師団の支援によってホーエマルクの占領に成功した。
1945年1月の初め、師団は訓練を受けていない海軍と空軍の交代部隊から兵員を補充した。ロッヘラートとクリンケルトでの戦闘で師団は再び消耗し、1月末には当初の位置まで押し戻された。
1945年2月の初め、師団はシュライデン＝ブルーメンタール地域のジークフリート線に押し戻された。戦力はこの時点で800人程で、師団はドライボルン（Dreiborn）とヘレンタール（Hellenthal）において米第2歩兵師団に包囲され、師団の第991擲弾兵連隊は解散した。
1945年3月の初め、師団への米軍の攻撃は終わり、師団は防衛任務のためジークフリート線の第2戦線へ撤退した。
3月5日、独第LXVII軍団は大規模な撤退を命じ、これにより師団の新しい主戦線はブランケンハイマードルフの周辺となった。3月6日～7日、師団はアール川地域へ撤退した。また、部隊の一部はアンダーナッハの防衛に抽出された。
3月8日、師団はライン川から約10kmのデーデンバッハ＝グリー線の占領の命令を受けた。師団の兵力は300人程で、師団本部は3月9日にニーダーリュッツィンゲンに設置されたが、その後、師団は米軍に降伏した。一部の部隊はライン川東岸に脱出し、カッセルを通り抜けハルツ山地へ撤退した。

## 備考

### 作戦地域
| 年     | 月日 | 軍団 (Armee-Korps)            | 軍 (Armee)                   | 軍集団 (Heeresgruppe)      | 師団本部                 |
| ------ | ---- | ----------------------------- | ---------------------------- | -------------------------- | ------------------------ |
| 1944年 | 10月 | （編成中）                    | ―                            | ―                          | ハンガリー               |
| 1944年 | 11月 | 第LXXIV軍団 （LXXIV）         | 第7軍 （7.Armee）            | B軍集団 （Heeresgruppe B） | アルデンヌ               |
| 1944年 | 12月 | 第1SS装甲軍団 （I. SS-Pz.K.） | 第6装甲軍 （6. Panzerarmee） | B軍集団 （Heeresgruppe B） | アルデンヌ               |
| 1945年 | 1月  | 第LXVII軍団 （LXVII）         | 第15軍 （15. Armee）         | B軍集団 （Heeresgruppe B） | アイフェル               |
| 1945年 | 2月  | 第LXVII軍団 （LXVII）         | 第5装甲軍 （5. Panzerarmee） | B軍集団 （Heeresgruppe B） | アイフェル及びモーゼル川 |
| 1945年 | 3月  | 第LXVI軍団 （LXVI）           | 第11軍 （11.Armee）          | 西方軍総司令部 （West）    | ヘッセン及びハルツ山地   |

### 歴代師団長
- ヴィルヘルム・フィービッヒ（ドイツ語版）少将

### 戦闘序列
- 第989擲弾兵連隊（Grenadier-Regiment 989）
- 第990擲弾兵連隊（Grenadier-Regiment 990）
- 第991擲弾兵連隊（Grenadier-Regiment 991）
- 第277偵察大隊（Divisions-Füsilier-Kompanie 277）
- 第277砲兵連隊（Artillerie-Regiment 277）
- 第277工兵大隊（Pionier-Bataillon 277）
- 第277師団戦術学校（Divisions-Kampfschule 277）
- 第277対戦車猟兵大隊（Panzerjäger-Abteilung 277）
- 第277通信大隊（Divisions-Nachrichten-Abteilung 277）
- 第277師団補給指導部（Divisions-Nachschubführer 277）